# Putnam megye (New York)
Putnam megye az Amerikai Egyesült Államokban, azon belül New York államban található. Megyeszékhelye és  legnagyobb városa Carmel. Lakosainak száma 97 668 fő (2020. április 1.). Putnam megye Dutchess, Westchester, Fairfield, Rockland, Orange és Western Connecticut Planning Region megyékkel határos.

## Népesség
A megye népességének változása:
| Lakosok száma | 99 733 | 99 911 | 99 636 | 99 645 | 99 042 | 97 668 |
|               | 2010   | 2011   | 2012   | 2013   | 2015   | 2020   |